# Campeonato Mundial de Tiro con Arco al Aire Libre de 1981
El XXXI Campeonato Mundial de Tiro con Arco al Aire Libre se celebró en Punta Ala (Italia) entre el 4 y el 14 de junio de 1981 bajo la organización de la Federación Internacional de Tiro con Arco (FITA) y la Federación Italiana de Tiro con Arco.

## Medallistas

### Masculino
| Evento                  | Oro                                                        | Plata                                                            | Bronce                                                       |
| ----------------------- | ---------------------------------------------------------- | ---------------------------------------------------------------- | ------------------------------------------------------------ |
| Arco recurvo individual | Kyösti Laasonen · Finlandia                                | Darrell Pace Estados Unidos                                      | Richard McKinney Estados Unidos                              |
| Arco recurvo por equipo | Darrell Pace Richard McKinney Edwin Eliason Estados Unidos | Kyösti Laasonen · Tomi Poikolainen · Heikki Lautaoja · Finlandia | Vladimir Yesheyev Alexandr Gabelkov Stanislav Zabrodsky URSS |

### Femenino
| Evento                  | Oro                                                   | Plata                                                      | Bronce                               |
| ----------------------- | ----------------------------------------------------- | ---------------------------------------------------------- | ------------------------------------ |
| Arco recurvo individual | Natalia Butuzova URSS                                 | Alicja Ciskowska · Polonia                                 | Marilyn Rumley Australia             |
| Arco recurvo por equipo | Natalia Butuzova Ketevan Losaberidze Olga Rogova URSS | Hwang Suk-Zoo Park Yeong-Suk Yang Gyeong-Sun Corea del Sur | Fu Hong Meng Fanai Kong Yaping China |

## Medallero
| Núm. | País           | Oro | Plata | Bronce | Total |
| ---- | -------------- | --- | ----- | ------ | ----- |
| 1    | URSS           | 2   | 0     | 1      | 3     |
| 2    | Estados Unidos | 1   | 1     | 1      | 3     |
| 3    | Finlandia      | 1   | 1     | 0      | 2     |
| 4    | Corea del Sur  | 0   | 1     | 0      | 1     |
| 4    | Polonia        | 0   | 1     | 0      | 1     |
| 6    | Australia      | 0   | 0     | 1      | 1     |
| 6    | China          | 0   | 0     | 1      | 1     |
|      | TOTAL          | 4   | 4     | 4      | 12    |